# Grauachse
Die Grauachse beschreibt die spezifische Verteilung bunter Farben eines Farbmischsystems, die zu neutralgrauen Farbeindrücken führt.

## CMYK
Im CMYK sind mit der Grauachse die Cyan-, Magenta- und Gelb-Kombinationen gemeint, die eine von weiß über Grau nach Schwarz verlaufenden Verlauf ergeben, der ausschließlich aus den bunten Mischfarben erzielt wird, d. h. ohne Zugabe von Schwarz.
Im Offsetdruck ist durch die physikalisch nicht optimale Beschaffenheit der Druckfarben ein Überhang von etwa 10 % Cyan gegenüber den fast identischen Anteilen von Magenta und Gelb nötig, um im gedruckten Ergebnis ein neutrales Grau zu erreichen.
Die Steuerung der Grauachse ist einer der wichtigsten Regelparameter im Druck, da dadurch die komplette Bildstimmung beeinflusst wird. So bewirkt ein stärkerer Farbauftrag einer Primärfarbe nicht nur eine stärkere Färbung dieser Primärfarbe, sondern auch eine Verschiebung der Grauachse in Richtung dieser Grundfarbe.
Gegen eine solche Verschiebung sind Separationen mit starkem bis maximalem GCR oder UCR resistent, da hierbei alle Farben in der Nähe der Grauachse ausschließlich durch die Druckfarbe Schwarz realisiert werden. Das hat auf der anderen Seite den Nachteil, dass bei maximalem GCR keine Korrekturen an der Druckmaschine möglich sind, wenn in der Druckvorstufe alles auf eine nicht perfekt zum Drucksystem passende Grauachse hin separiert wurde.

## CMYK ICC
In CMYK-ICC-Profilen, die zur Separation verwendet werden, ist neben Tonwertzuwachs, den Parametern des UCR oder GCR auch der Verlauf der Grauachse fest implementiert.

## RGB
In RGB-Farbräumen verläuft die Grauachse in der Regel entlang der gleichanteiligen Wertekombinationen (R=G=B). Das kann aber auch anders sein, z. B. bei Systemen mit separaten Lichtquellen für die Kanäle oder bei Scannerprofilen durch ungleichmäßig starke Filterung.

## L*a*b*
Im L*a*b*-Farbmodell verläuft die Grauachse per Definition entlang der L-Achse (Luminanz bzw. Helligkeit) mit a*=0 und b*=0.

## LCH und HSB
In den LCH- und HSB-Farbmodellen verläuft die Grauachse entlang des Wertes 0 für die dort enthaltene Sättigungskomponente (C für Chroma im LCH und S für Sättigung oder Saturation im HSB).